# Grant Connell
Grant Connell (ur. 17 listopada 1965 w Reginie) – kanadyjski tenisista, reprezentant w Pucharze Davisa, lider rankingu deblowego, olimpijczyk.

## Kariera tenisowa
W czasie studiów występował w amerykańskich rozgrywkach uczelnianych w barwach Texas A&M University, w 1985 roku doszedł do ćwierćfinału indywidualnych mistrzostw akademickich USA, przegrywając ze Szwedem Mikaelem Pernforsem. W 1986 roku rozpoczął karierę zawodową. Sukcesy odnosił głównie jako deblista, ale i w grze pojedynczej osiągał dobre wyniki. W czerwcu 1991 roku klasyfikowany na 67. miejscu na świecie w zestawieniu singlistów. W singlu trzykrotnie dochodził do półfinałów turniejów rangi ATP World Tour (Chicago i Singapur 1991, Auckland 1992). Był w 1/16 finału Australian Open 1991 roku oraz na Wimbledonu 1994. W 1991 roku w I rundzie Wimbledonu stoczył pięciosetowy pojedynek z Andre Agassim (wówczas nr 5. rankingu ATP), z którym prowadził 2:1 w setach (trzeciego seta wygrał w tie-breaku, serwując asa z drugiego podania), by ostatecznie przegrać. Tuż przed Wimbledonem 1991 w londyńskim Queen’s Clubie, również na kortach trawiastych, doszedł do ćwierćfinału pokonując m.in. trzeciego w rankingu światowym Ivana Lendla.
Jako deblista triumfował w 22 imprezach kategorii ATP World Tour, w dalszych 26 był w finałach. Najskuteczniejsze pary tworzył z Glennem Michibatą, Patrickiem Galbraithem i Byronem Blackiem. Z każdym z tych partnerów dochodził do finałów wielkoszlemowych, ale nie udało mu się odnieść końcowego zwycięstwa. W listopadzie 1993 roku znalazł się na czele rankingu światowego gry podwójnej. W 1995 roku razem z Galbraithem wygrał deblowy turniej Tennis Masters Cup, mimo dwóch porażek w rundzie spotkań grupowych. Uczestniczył w tej imprezie kilkakrotnie.
W latach 1987–1997 występował w reprezentacji Kanady w Pucharze Davisa. Także w zespole narodowym był głównie deblistą, ale dokładał także punkty w grze pojedynczej. Przyczynił się do pierwszego w historii awansu Kanady do grupy światowej Pucharu Davisa w 1990 roku, kiedy w barażu z Holandią pokonał Paula Haarhuisa, Marka Koevermansa i dodatkowo zdobył punkt deblowy wspólnie z Michibatą. W I rundzie rozgrywek w 1992 roku pokonał Szweda Magnusa Gustafssona, ale ostatecznie nie wystarczyło to do zwycięstwa reprezentacji (która następnie po barażu z Austrią spadła do niższej klasy rozgrywek). Łączny bilans jego występów w Pucharze Davisa to 23 zwycięstwa i 9 porażek.
Connell bronił barw narodowych także na igrzyskach olimpijskich. W Seulu (1988) roku w singlu doszedł do II rundy (pokonał Australijczyka Johna Fitzgeralda, przegrał z Hiszpanem Javierem Sánchezem), w deblu w parze z Michibatą odpadli z rywalizacji w I rundzie. W Atlancie (1996) przegrał w II rundzie debla z Brytyjczykami Timem Henmanem i Neilem Broadem (w parze z Danielem Nestorem).
Karierę zawodniczą zakończył w 1997 roku. Zarobił na kortach niespełna 3 miliony dolarów amerykańskich. W latach 2001–2004 pełnił funkcję kapitana reprezentacji Kanady w Pucharze Davisa, w 2003 roku poprowadził zespół do ponownego awansu do grupy światowej.

### Finały w turniejach ATP World Tour

#### Gra podwójna (22–26)
| Legenda                             |
| Wielki Szlem (0–4)                  |
| Igrzyska olimpijskie (0–0)          |
| Tennis Masters Cup (1–0)            |
| ATP Masters Series (3–3)            |
| ATP International Series Gold (8–6) |
| ATP International Series (10–13)    |

| Wygrane według nawierzchni |
| Twarda (13–15)             |
| Ceglana (2–1)              |
| Trawiasta (1–4)            |
| Dywanowa (6–6)             |

| Końcowy wynik | Nr  | Data                 | Turniej                               | Nawierzchnia    | Partner           | Przeciwnicy w finale               | Wynik finału       |
| Finalista     | 1.  | 29 marca 1987        | Nancy                                 | Dywanowa (hala) | Larry Scott       | Ramesh Krishnan Claudio Mezzadri   | 4:6, 4:6           |
| Zwycięzca     | 1.  | 21 sierpnia 1988     | Livingston                            | Twarda          | Glenn Michibata   | Marc Flur Sammy Giammalva          | 2:6, 6:4, 7:5      |
| Finalista     | 2.  | 9 października 1988  | Brisbane                              | Twarda (hala)   | Glenn Michibata   | Eric Jelen Carl-Uwe Steeb          | 4:6, 1:6           |
| Finalista     | 3.  | 28 stycznia 1990     | Australian Open, Melbourne            | Twarda          | Glenn Michibata   | Pieter Aldrich Danie Visser        | 4:6, 6:4, 1:6, 4:6 |
| Finalista     | 4.  | 25 lutego 1990       | Filadelfia                            | Dywanowa (hala) | Glenn Michibata   | Rick Leach Jim Pugh                | 6:3, 4:6, 2:6      |
| Zwycięzca     | 2.  | 22 kwietnia 1990     | Seul                                  | Twarda          | Glenn Michibata   | Jason Stoltenberg Todd Woodbridge  | 7:6, 6:4           |
| Zwycięzca     | 3.  | 22 lipca 1990        | Waszyngton (1)                        | Twarda          | Glenn Michibata   | Jorge Lozano Todd Witsken          | 6:3, 6:7, 6:2      |
| Finalista     | 5.  | 19 sierpnia 1990     | Indianapolis                          | Twarda          | Glenn Michibata   | Scott Davis David Pate             | 6:3, 4:6, 2:6      |
| Finalista     | 6.  | 13 stycznia 1991     | Aucklad                               | Twarda          | Glenn Michibata   | Sergio Casal Emilio Sánchez        | 6:4, 3:6, 4:6      |
| Finalista     | 7.  | 3 marca 1991         | Chicago                               | Dywanowa (hala) | Glenn Michibata   | Scott Davis David Pate             | 4:6, 7:5, 6:7      |
| Zwycięzca     | 4.  | 28 kwietnia 1991     | Singapur                              | Twarda          | Glenn Michibata   | Stefan Kruger Christo Van Rensburg | 6:4, 5:7, 7:6      |
| Finalista     | 8.  | 16 czerwca 1991      | Londyn                                | Trawiasta       | Glenn Michibata   | Todd Woodbridge Mark Woodforde     | 4:6, 6:7           |
| Finalista     | 9.  | 28 lipca 1991        | Montreal                              | Twarda          | Glenn Michibata   | Patrick Galbraith Todd Witsken     | 4:6, 6:3, 1:6      |
| Finalista     | 10. | 11 sierpnia 1991     | Cincinnati                            | Twarda          | Glenn Michibata   | Ken Flach Robert Seguso            | 7:6, 4:6, 5:7      |
| Finalista     | 11. | 12 stycznia 1992     | Auckland                              | Twarda          | Glenn Michibata   | Wayne Ferreira Jim Grabb           | 4:6, 3:6           |
| Finalista     | 12. | 5 kwietnia 1992      | Singapur                              | Twarda          | Glenn Michibata   | Todd Woodbridge Mark Woodforde     | 7:6, 2:6, 4:6      |
| Finalista     | 13. | 23 sierpnia 1992     | Indianapolis                          | Twarda          | Glenn Michibata   | Jim Grabb Richey Reneberg          | 6:7, 2:6           |
| Zwycięzca     | 5.  | 17 stycznia 1993     | Auckland (1)                          | Twarda          | Patrick Galbraith | Alex Antonitsch Aleksandr Wołkow   | 6:3, 7:6           |
| Finalista     | 14. | 7 lutego 1993        | Dubaj                                 | Twarda          | Patrick Galbraith | John Fitzgerald Anders Järryd      | 2:6, 1:6           |
| Finalista     | 15. | 9 maja 1993          | Hamburg                               | Ceglana         | Patrick Galbraith | Paul Haarhuis Mark Koevermans      | 4:6, 7:6, 6:7      |
| Finalista     | 16. | 4 lipca 1993         | Wimbledon, Londyn                     | Trawiasta       | Patrick Galbraith | Todd Woodbridge Mark Woodforde     | 6:7, 3:6, 6:7      |
| Finalista     | 17. | 25 lipca 1993        | Waszyngton                            | Twarda          | Patrick Galbraith | Byron Black Rick Leach             | 4:6, 5:7           |
| Finalista     | 18. | 8 sierpnia 1993      | Los Angeles                           | Twarda          | Scott Davis       | Wayne Ferreira Michael Stich       | 6:7, 6:7           |
| Zwycięzca     | 6.  | 17 października 1993 | Tokio (1)                             | Dywanowa (hala) | Patrick Galbraith | Murphy Jensen Luke Jensen          | 6:3, 6:4           |
| Zwycięzca     | 7.  | 14 listopada 1993    | Antwerpia                             | Dywanowa (hala) | Patrick Galbraith | Wayne Ferreira Javier Sánchez      | 6:3, 7:6           |
| Finalista     | 19. | 16 stycznia 1994     | Auckland                              | Twarda          | Patrick Galbraith | Patrick McEnroe Jared Palmer       | 2:6, 6:4, 4:6      |
| Finalista     | 20. | 20 lutego 1994       | Stuttgart                             | Dywanowa (hala) | Patrick Galbraith | David Adams Andriej Olchowski      | 7:6, 4:6, 6:7      |
| Zwycięzca     | 8.  | 6 marca 1994         | Indian Wells                          | Twarda          | Patrick Galbraith | Byron Black Jonathan Stark         | 7:5, 6:3           |
| Finalista     | 21. | 3 lipca 1994         | Wimbledon, Londyn                     | Trawiasta       | Patrick Galbraith | Todd Woodbridge Mark Woodforde     | 6:7(3), 3:6, 1:6   |
| Zwycięzca     | 9.  | 24 lipca 1994        | Waszyngton (2)                        | Twarda          | Patrick Galbraith | Jonas Björkman Jakob Hlasek        | 6:4, 4:6, 6:3      |
| Zwycięzca     | 10. | 21 sierpnia 1994     | New Haven (1)                         | Twarda          | Patrick Galbraith | Jacco Eltingh Paul Haarhuis        | 6:4, 7:6           |
| Zwycięzca     | 11. | 16 października 1994 | Tokio (2)                             | Dywanowa (hala) | Patrick Galbraith | Byron Black Jonathan Stark         | 6:3, 3:6, 6:4      |
| Finalista     | 22. | 8 stycznia 1995      | Adelaide                              | Twarda          | Byron Black       | Jim Courier Patrick Rafter         | 6:7, 4:6           |
| Zwycięzca     | 12. | 15 stycznia 1995     | Auckland (2)                          | Twarda          | Patrick Galbraith | Luis Lobo Javier Sánchez           | 6:4, 6:3           |
| Zwycięzca     | 13. | 12 lutego 1995       | Dubaj (1)                             | Twarda          | Patrick Galbraith | Tomás Carbonell Francisco Roig     | 6:2, 4:6, 6:3      |
| Zwycięzca     | 14. | 26 lutego 1995       | Stuttgart                             | Dywanowa (hala) | Patrick Galbraith | Cyril Suk Daniel Vacek             | 6:2, 6:2           |
| Zwycięzca     | 15. | 23 kwietnia 1995     | Bermudy                               | Ceglana         | Todd Martin       | Brett Steven Jason Stoltenberg     | 7:6, 2:6, 7:5      |
| Finalista     | 23. | 8 października 1995  | Kuala Lumpur                          | Dywanowa (hala) | Patrick Galbraith | Patrick McEnroe Mark Philippoussis | 5:7, 4:6           |
| Zwycięzca     | 16. | 5 listopada 1995     | Paryż                                 | Dywanowa (hala) | Patrick Galbraith | Jim Grabb Todd Martin              | 6:2, 6:2           |
| Finalista     | 24. | 12 listopada 1995    | Sztokholm                             | Twarda (hala)   | Patrick Galbraith | Jacco Eltingh Paul Haarhuis        | 6:3, 2:6, 6:7      |
| Zwycięzca     | 17. | 26 listopada 1995    | World Doubles Championship, Eindhoven | Dywanowa (hala) | Patrick Galbraith | Jacco Eltingh Paul Haarhuis        | 7:6, 7:6, 3:6, 7:6 |
| Zwycięzca     | 18. | 18 lutego 1996       | Dubaj (2)                             | Twarda          | Byron Black       | Karel Nováček Jiří Novák           | 6:0, 6:1           |
| Finalista     | 25. | 3 marca 1996         | Filadelfia                            | Dywanowa (hala) | Byron Black       | Todd Woodbridge Mark Woodforde     | 6:7, 2:6           |
| Zwycięzca     | 19. | 19 maja 1996         | Rzym                                  | Ceglana         | Byron Black       | Libor Pimek Byron Talbot           | 6:2, 6:3           |
| Zwycięzca     | 20. | 23 czerwca 1996      | Halle                                 | Trawiasta       | Byron Black       | Jewgienij Kafielnikow Daniel Vacek | 6:1, 7:5           |
| Finalista     | 26. | 7 lipca 1996         | Wimbledon, Londyn                     | Trawiasta       | Byron Black       | Todd Woodbridge Mark Woodforde     | 6:4, 1:6, 3:6, 2:6 |
| Zwycięzca     | 21. | 21 lipca 1996        | Waszyngton (3)                        | Twarda          | Scott Davis       | Doug Flach Chris Woodruff          | 7:6, 3:6, 6:3      |
| Zwycięzca     | 22. | 18 sierpnia 1996     | New Haven (2)                         | Twarda          | Byron Black       | Jonas Björkman Nicklas Kulti       | 6:4, 6:4           |